# Deficiência de vitamina B12
A deficiência de vitamina B12 ou hipocobalaminemia é um transtorno nutricional caracterizado por baixos níveis de vitamina B12 no sangue. Pode ser observada uma vasta variedade de sinais e sintomas, incluindo a redução da capacidade de pensar e alterações comportamentais e emocionais, tais como depressão, irritabilidade e psicose. Podem ainda ocorrer sensações anómalas, alteração dos reflexos e limitação das funções musculares assim como inflamação da língua, redução do paladar, baixos níveis de hemoglobina, redução da função cardíaca e diminuição da fertilidade. Nas crianças os sintomas estão associados a um défice de crescimento, desenvolvimento e distúrbios do movimento. Sem tratamento prévio, algumas transformações podem ser irreversíveis.
As causas mais comuns incluem desequilíbrios na absorção no estômago ou intestinos, falta de ingestão e aumento da demanda da vitamina B12. A falta de capacidade de absorção pode estar associada à anemia perniciosa, à remoção cirúrgica do estômago, inflamação crónica do pâncreas, parasitas intestinais, determinados tipos de medicação e algumas anomalias genéticas. A baixa ingestão ou ausência de vitamina B12 na alimentação tende ser comum em indivíduos vegetarianos estritos e veganos, visto que tal vitamina é encontrada em quantidades substanciais apenas em alimentos de origem animal. Ademais, os alcoólatras também podem desencadear a deficiência de cbl, por apresentarem um aumento na excreção, além do baixo consumo e dificuldade na absorção. O aumento da demanda de vitamina B12 ocorre em indivíduos com HIV/AIDS e naqueles que sofrem de hemólise. O diagnóstico normalmente baseia-se nos níveis de vitamina B12 no sangue abaixo de 120-180 picomol/L (170-250 pg/mL) nos adultos. Os altos níveis de ácido metilmalónico (valores >0.4 micromol/L) podem também indicar deficiência. No entanto, se níveis elevados de ácido metilmalónico ainda são acompanhados por níveis elevados de ácido malónico, isto também pode indicar a doença metabólica frequentemente negligenciada acidúria combinada malónica e metilmalónica (CMAMMA). Um tipo de baixo nível de hemoglobina no sangue conhecida como anemia megaloblástica encontra-se, muitas vezes, mas nem sempre, presente.
É recomendada suplementação alimentar para prevenir a deficiência durante a gravidez de mulheres vegetarianas. Uma vez identificada a carência de vitamina B12, esta é facilmente tratada com a suplementos alimentares por via oral ou intravenosa. Acredita-se que o excesso de vitamina B12 entre pacientes saudáveis seja seguro. Alguns casos podem também ser corrigidos tratando uma causa subjacente. Alguns casos podem também requerer uma suplementação continuada quando a principal causa subjacente não tem cura. A deficiência de vitamina B12 é comum. Estima-se que ocorra em cerca de 6% de pessoas com menos de 60 anos de idade e em 20% das pessoas com mais de 60 anos. Os índices podem ser tão elevados quanto 80% em algumas regiões da África e da Ásia.

## Causas
Assim como outros casos de hipovitaminose, existem três principais causas:
- Alimentação pobre nessa vitamina ou com grande quantidade de antagonistas da B12;
- Problemas na sua absorção como:
  - Anemia perniciosa;
  - Cirurgia bariátrica;
  - Gastrite;
  - Úlcera gástrica;
  - Doença celíaca;
  - Doença de Crohn;
  - Doença de Graves;
  - Uso prolongado de medicamentos (inibidor de bomba de próton, anticonvulsivantes e metformin para diabetes[14]);
  - Uso prolongado de óxido nítrico (vasodilatador);[15]
- Eliminação excessiva da vitamina, causada por exemplo, por infecção gastrointestinal, alcoolismo ou uso de diuréticos;

Além disso, pessoas com mais de 50 anos tem a absorção de B12 reduzida em até 30%.

## Sinais e sintomas
A vitamina B12, ou cobalamina, é importante para a formação de hemácias que levam oxigênio para as células e gás carbônico para os pulmões. Logo sua deficiência de B12 tem sintomas similares ao de uma anemia como:
- Cansaço (fadiga);
- Fraqueza (astenia);
- Palpitações (taquicardia);
- Falta de ar (taquipneia);
- Palidez (ocrodermia);
- Dor de cabeça (cefaleia) e;
- Falta de apetite (hiporexia);

Sintomas específicos da falta de B12 são:
- Anemia megaloblástica

- Gastrointestinais:
  - Irritação estomacal;
  - Perda de peso;
  - Língua e boca sensíveis ou doloridos;
  - Constipação ou diarreia;

- Neurológicos
  - Depressão nervosa;
  - Confusão mental;
  - Demência;
  - Problemas de memórias;
  - Desorientação, sentidos alterados;
  - Dificuldade
  - Adormecimento dos membros;

Em casos graves, os danos neurológicos podem se tornar permanentes.

## Tratamento
Para indivíduos ovolactovegetarianos, ovovegetarianos, lactovegetarianos, vegetarianos estritos e veganos faz se necessária a suplementação de cobalamina e o consumo de alimentos fortificados com cbl, visto que nesses tipos de dieta são excluídas todos, alguns ou algum alimento de origem animal, principal fonte de vitamina B12.
Pode ser feito com suplementos (comprimidos ou xarope) ou de 6 a 20 injeções de B12, que podem ser auto-administráveis, até atingir os níveis normais. Doses diárias adequadas são de 1 a 2mg de cobalamina. Para veganos existem duas algas com B12 biodisponível: Clorela e Susabi-nori. Outra alternativa é o chá de kombucha.
Possuímos bactérias produtoras de B12 no intestino, porém elas ficam após o ponto de absorção dela e não possuem o fator intrínseco, essencial para o metabolismo dessa vitamina.